# Campeonato Mundial Júnior de Patinação Artística no Gelo de 1982
O Campeonato Mundial Júnior de Patinação Artística no Gelo de 1982 foi a sétima edição do Campeonato Mundial Júnior de Patinação Artística no Gelo, um evento anual de patinação artística no gelo organizado pela União Internacional de Patinação (em inglês:  International Skating Union) onde os patinadores artísticos competem pelo título de campeão mundial júnior. A competição foi disputada entre os dias 15 de dezembro e 20 de dezembro de 1981, na cidade de Oberstdorf, Alemanha Ocidental.

## Eventos
- Individual masculino
- Individual feminino
- Duplas
- Dança no gelo

## Medalhistas
| Evento                        | Ouro                                                 | Prata                                               | Bronze                                               |
| Individual masculino detalhes | Scott Williams · Estados Unidos                      | Paul Guerrero · Estados Unidos                      | Alexander König · Alemanha Oriental                  |
| Individual feminino detalhes  | Janina Wirth · Alemanha Oriental                     | Cornelia Tesch · Alemanha Ocidental                 | Elizabeth Manley · Canadá                            |
| Duplas detalhes               | Marina Avstriskaya · Yuri Kvashnin · União Soviética | Inna Bekker · Sergei Likhanski · União Soviética    | Babette Preußler · Torsten Ohlow · Alemanha Oriental |
| Dança no gelo detalhes        | Natalia Annenko · Vadim Karkachev · União Soviética  | Tatiana Gladkova · Igor Shpilband · União Soviética | Lynda Malek · Alexander Miller · Estados Unidos      |

## Resultados

### Individual masculino
| Pos.              | Nome             | Nacionalidade     |
| ----------------- | ---------------- | ----------------- |
| Medalha de ouro   | Scott Williams   | Estados Unidos    |
| Medalha de prata  | Paul Guerrero    | Estados Unidos    |
| Medalha de bronze | Alexander König  | Alemanha Oriental |
| ...               |                  |                   |
| 9                 | Lauren Patterson | Canadá            |
| ...               |                  |                   |

### Individual feminino
| Pos.              | Nome             | Nacionalidade      |
| ----------------- | ---------------- | ------------------ |
| Medalha de ouro   | Janina Wirth     | Alemanha Oriental  |
| Medalha de prata  | Cornelia Tesch   | Alemanha Ocidental |
| Medalha de bronze | Elizabeth Manley | Canadá             |
| ...               |                  |                    |

### Duplas
| Pos.              | Nome                               | Nacionalidade     |
| ----------------- | ---------------------------------- | ----------------- |
| Medalha de ouro   | Marina Avstriskaya / Yuri Kvashnin | União Soviética   |
| Medalha de prata  | Inna Bekker / Sergei Likhanski     | União Soviética   |
| Medalha de bronze | Babette Preußler / Torsten Ohlow   | Alemanha Oriental |
| ...               |                                    |                   |
| 6                 | Lynda Ivanich / John Ivanich       | Canadá            |
| ...               |                                    |                   |

### Dança no gelo
| Pos.              | Nome                              | Nacionalidade   |
| ----------------- | --------------------------------- | --------------- |
| Medalha de ouro   | Natalia Annenko / Vadim Karkachev | União Soviética |
| Medalha de prata  | Tatiana Gladkova / Igor Shpilband | União Soviética |
| Medalha de bronze | Lynda Malek / Alexander Miller    | Estados Unidos  |
| ...               |                                   |                 |
| 9                 | Deanna Poirier / Brett Schrader   | Canadá          |
| ...               |                                   |                 |

## Quadro de medalhas
| Ordem | País               | Medalha de ouro | Medalha de prata | Medalha de bronze |    | Ordem por total |
| ----- | ------------------ | --------------- | ---------------- | ----------------- | -- | --------------- |
| 1     | União Soviética    | 2               | 2                |                   | 4  | 1               |
| 2     | Estados Unidos     | 1               | 1                | 1                 | 3  | 2               |
| 3     | Alemanha Oriental  | 1               |                  | 2                 | 3  | 2               |
| 4     | Alemanha Ocidental |                 | 1                |                   | 1  | 4               |
| 5     | Canadá             |                 |                  | 1                 | 1  | 4               |
| TOTAL | TOTAL              | 4               | 4                | 4                 | 12 | —               |